# Ônibus anfíbio

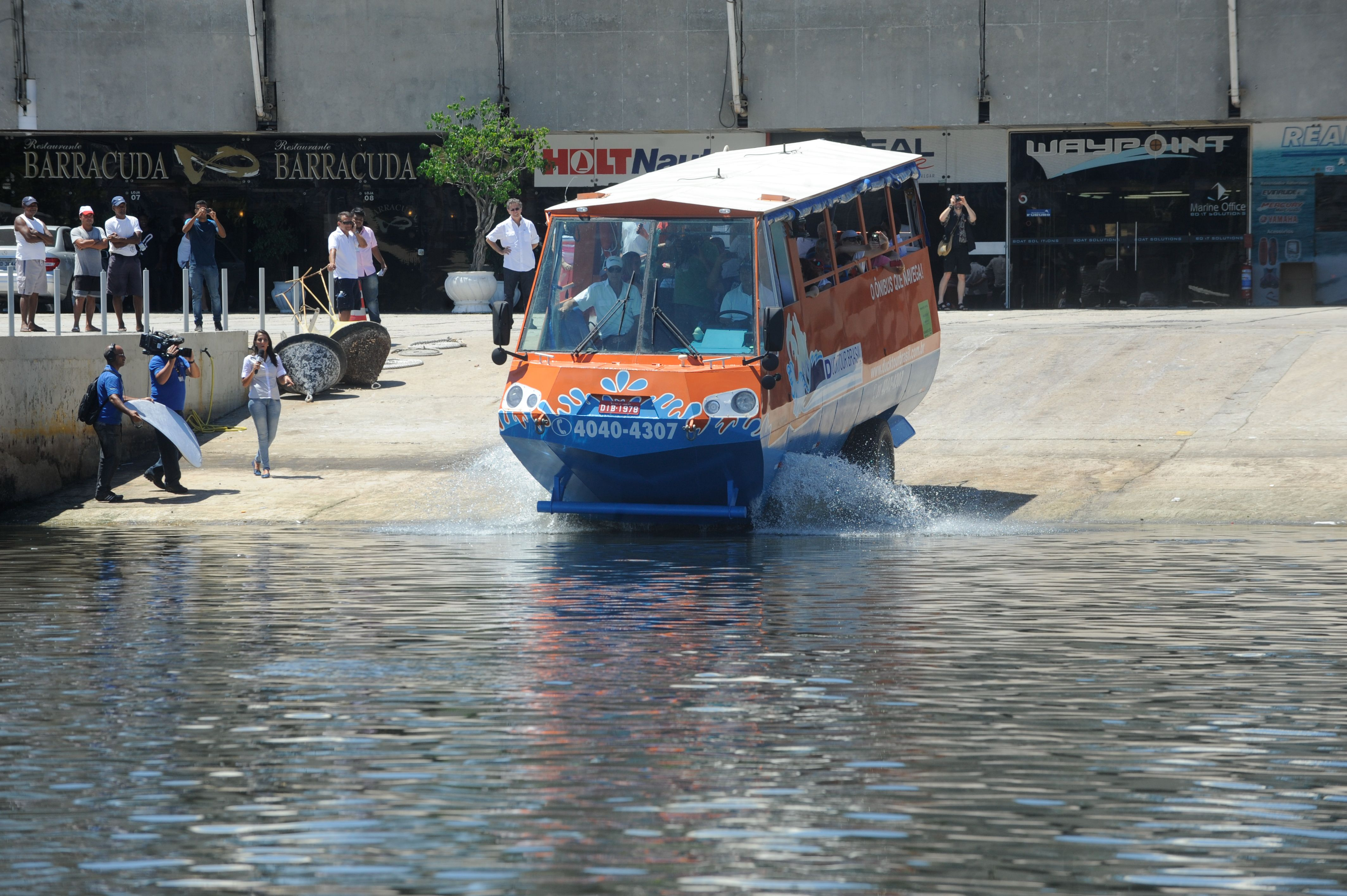
Veículo anfíbio no Rio (Tânia Rêgo/Agência Brasil)

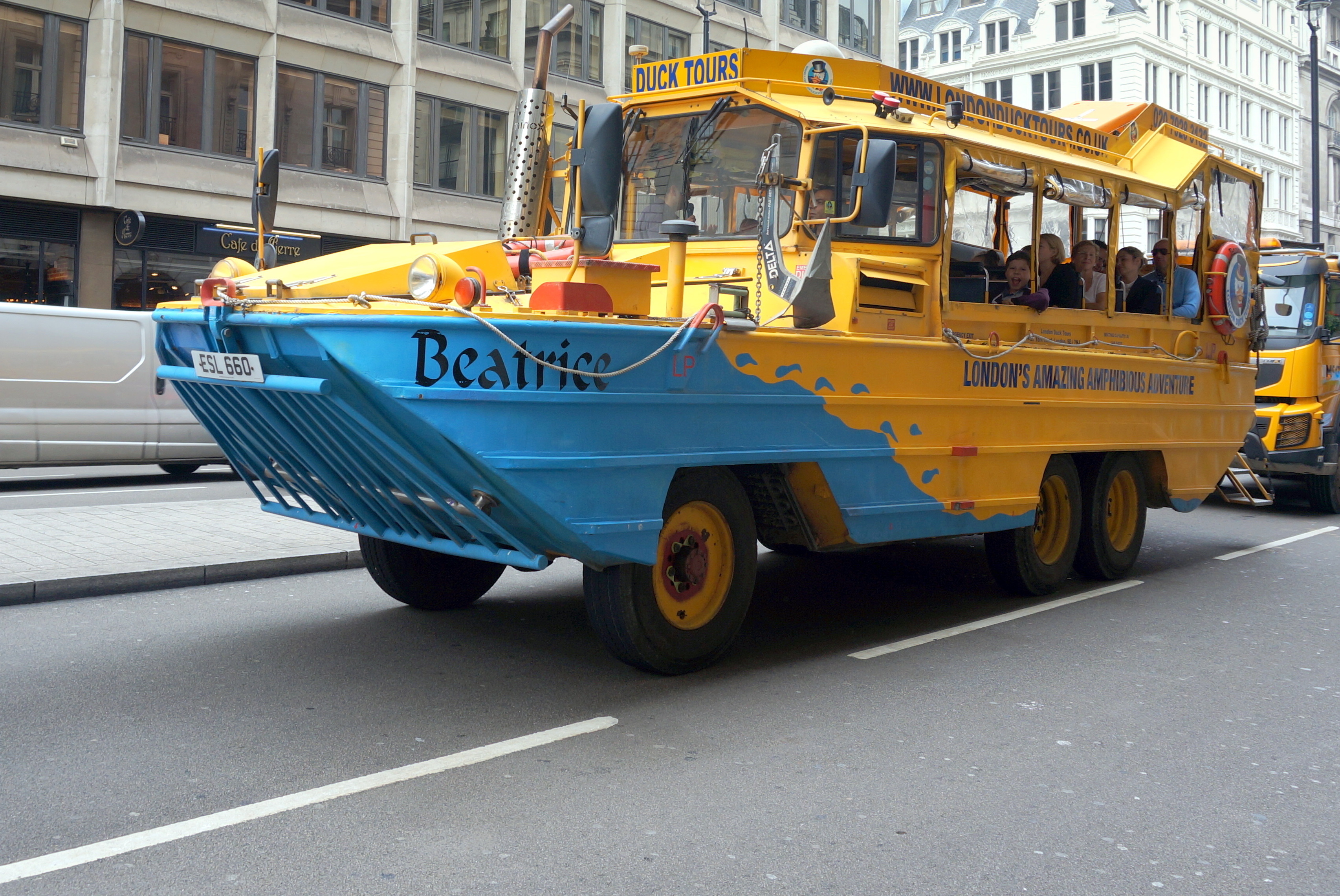
GMC DUKW 353 - London (Duck tours)

Ônibus anfíbio (chamados tambénm de Duck Tour) é um veículo anfíbio utilizado para turismo.
Os primeiros duck tours surgiram em 1946, em Wisconsin Dells, nos EUA, utilizando veículos militares adaptados para a função. Com o sucesso da atração, ônibus anfíbios especialmente projetados para passeios em rios, lagos e no mar começaram a ser produzidos e se tornaram atrações em cidades como Londres, Amsterdã, Roterdã e Budapeste.
Em Lisboa, o serviço surgiu em 2013, com passeios pelo Tejo. O Rio de Janeiro ganhou em 2014 sua linha de anfíbios, que levam turistas pela Baía de Guanabara.
O mesmo modelo usado em Lisboa, também atua no Rio de Janeiro, sendo o primeiro deste tipo na América do Sul.